# Xã Watab, Quận Benton, Minnesota
Xã Watab (tiếng Anh: Watab Township) là một xã thuộc quận Benton, tiểu bang Minnesota, Hoa Kỳ. Năm 2010, dân số của xã này là 3.093 người.